# Rosa balsamica
Espèce
Rosa balsamica est une espèce de plantes à fleurs de la famille des Rosaceae, largement répandue en Europe jusqu'en Arménie,.

## Synonymes
Cette espèce a pour synonymes :
- Crepinia tomentella (Léman) Gand.
- Rosa adenodonta Dubovik
- Rosa affinis Rau
- Rosa allionii Burnat & Gremli
- Rosa antonowii (Lonacz.) Dubovik
- Rosa borreri Woods
- Rosa canescens Baker
- Rosa canina var. tomentella (Leman) Baker
- Rosa carionii Desegl. & Gillot
- Rosa concinna Crep.
- Rosa fedoseevii Chrshan.
- Rosa halacsyi Heinr. Braun
- Rosa klukii Bess.
- Rosa klukii var. antonowii Lonacz.
- Rosa leucantha Bastard
- Rosa lucandiana Déségl. & Gillot (nommée en l’honneur de Jean-Louis Lucand)
- Rosa obornyana (Christ) H.Braun
- Rosa oelandica Lindstr.
- Rosa oncophylla Gand.
- Rosa psammophila Chrshan.
- Rosa pycnocephala Christ
- Rosa sclerophylla Scheutz
- Rosa sepium subsp. klukii (Besser) Nyman
- Rosa similata Puget ex Desegl.
- Rosa tirolensis Kern.
- Rosa tomentella Léman
- Rosa tomentella subsp. borreri (Woods) Nyman
- Rosa tomentella subsp. sclerophylla (Scheutz) Nyman
- Rosa umbellata Leyss.
- Rosa villosula Paill.